# Calvin Kang Li Loong
Calvin Kang Li Loong (chiń. 江利龙; pinyin Jiāng Lìlóng; ur. 16 kwietnia 1990 w Singapurze) – singapurski lekkoatleta, sprinter, którego specjalizacją jest bieg na 100 metrów. Jego rekord życiowy na tym dystansie wynosi 10,48 sek. W 2008 roku wystartował w swojej koronnej konkurencji na XXIX Letnich Igrzyskach Olimpijskich w Pekinie. Z wynikiem 10,73 sek. zajął szóste miejsce w swoim biegu eliminacyjnym i 60. w klasyfikacji ogólnej konkursu.

## Rekordy życiowe
| Dystans            | Wynik (s) | Miejsce  | Data           |
| ------------------ | --------- | -------- | -------------- |
| Bieg na 60 metrów  | 6,75      | Sopot    | 7 marca 2014   |
| Bieg na 100 metrów | 10,47     | Singapur | 9 czerwca 2015 |